# Gustav Gans zu Putlitz

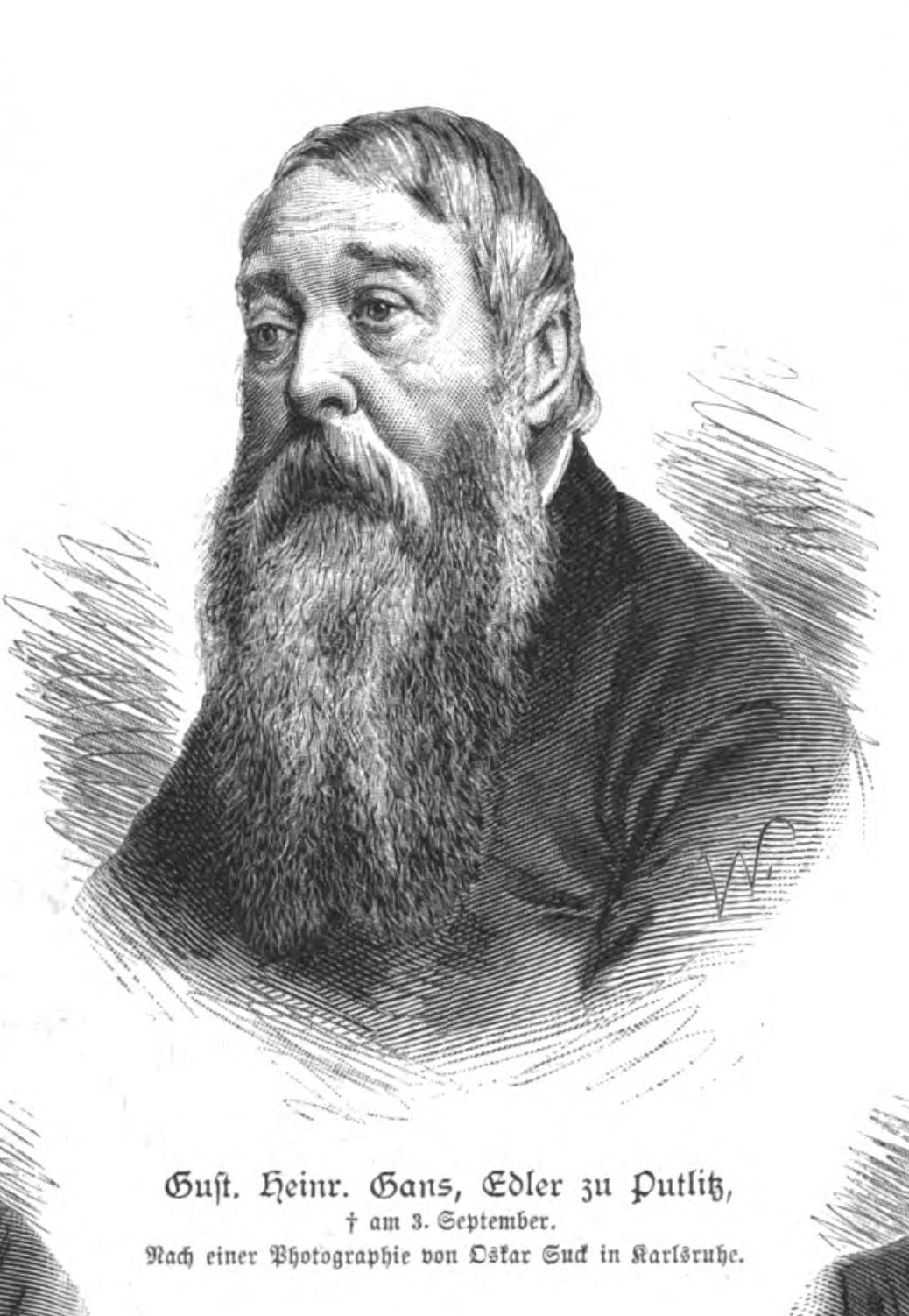
Gustav Gans zu Putlitz

Gustav Heinrich Gans Edler Herr zu Putlitz (* 20. März 1821 auf Gut Retzin, Prignitz; † 5. September 1890 ebenda) war ein deutscher Gutsbesitzer, Schriftsteller, Theaterintendant und Politiker. Von 1888 bis zu seinem Tod war er Mitglied des Preußischen Herrenhauses.

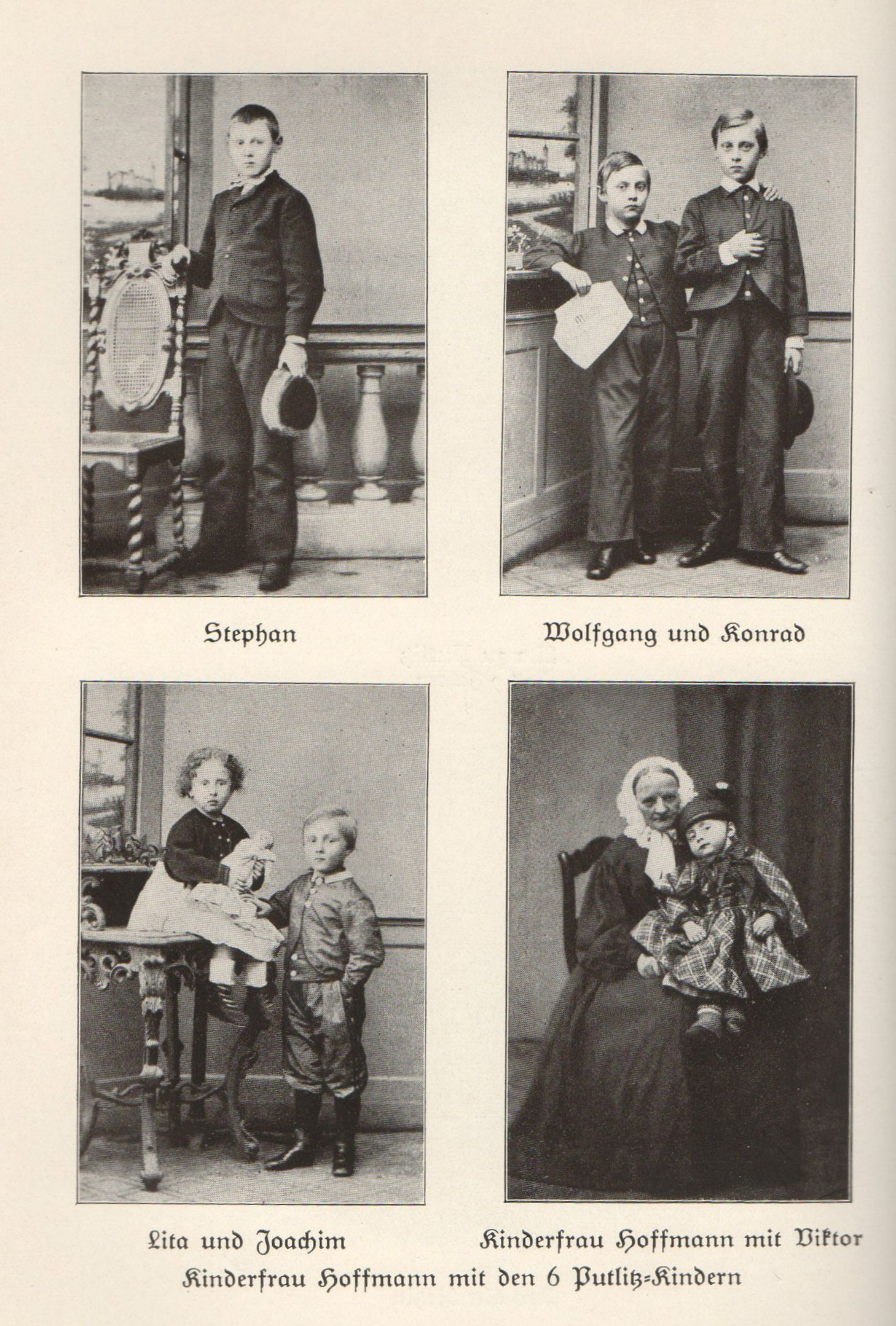
Die sechs Putlitz-Kinder

## Familie
Gustav Gans Edler Herr zu Putlitz stammte aus dem märkischen Uradelsgeschlecht Gans zu Putlitz in der Prignitz. Die Familie hatte das Ehrenamt des Erbmarschalls der Kurmark Brandenburg inne, das zu einem erblichen Sitz im Preußischen Herrenhaus berechtigte. 
Gustav zu Putlitz war zweites Kind und ältester Sohn des Gutsbesitzers und Herrenhausmitglieds Eduard Gans Edler Herr zu Putlitz (1789–1881) und dessen Ehefrau Caroline, geborene von Guretzky. Sein jüngerer Bruder Eugen wurde ebenfalls Mitglied des Herrenhauses. 
Gustav zu Putlitz heiratete am 18. Mai 1853 Elisabeth Gräfin von Königsmarck (1825–1901), eine Tochter des kurmärkischen Landtagsabgeordneten Adolf Graf von Königsmarck und dessen Ehefrau Josephine, geborene von Miaskowska. Er lebte mit ihr im Königsmarckschen Palais in Berlin, das seinem Schwiegervater gehörte. Aus der Ehe gingen sechs Kinder hervor:
- Stephan (1854–1883), Professor für Nationalökonomie
- Konrad (1855–1924), Gutsherr und Herrenhausmitglied
- Wolfgang Gans zu Putlitz (1857–1931)
- Joachim Gans zu Putlitz (1860–1922)
- Lita zu Putlitz (1862–1935)
- Victor Gans zu Putlitz (1865–1867)

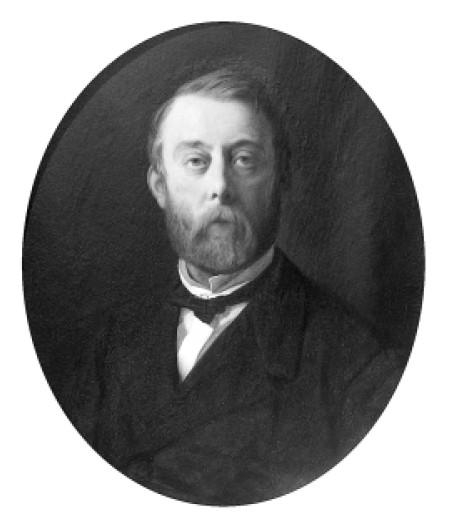
Gustav Gans Edler Herr zu Putlitz

## Leben
Gustav zu Putlitz studierte Jura in Berlin und Heidelberg. Er wurde 1842 Mitglied des Corps Guestphalia Heidelberg. Den Militärdienst leistete er beim 2. Garderegiment zu Fuss in Berlin, bevor er ab 1846 einige Zeit bei der Provinzialregierung in Magdeburg arbeitete. Er wollte zunächst die diplomatische Laufbahn einschlagen. Im Januar 1848 trat er eine längere Kavaliersreise nach Italien an, von der er im Mai 1848 nach Retzin zurückkehrte. In dieser Zeit entwickelte sich seine sehr freundschaftliche Beziehung zu Willibald Alexis (1798–1871), die bis zu Alexis’ Tod bestand und sich prägend auf Gustavs eigene schriftstellerische Ambitionen auswirkte. Immer häufiger trat er mit seinen literarischen Arbeiten und Bühnenstücken an die Öffentlichkeit. 1850 veröffentlichte er das Märchenbuch Was der Wald sich erzählt, das vom Publikum gut angenommen wurde. Schließlich gab er denn auch die Laufbahn im Staatsdienst auf und widmete sich ab 1853 10 Jahre lang der Bewirtschaftung des väterlichen Gutes Retzin. 1856 beauftragte er Eduard Neide mit der Verschönerung des Gutsparks.
1863 trat Gustav zu Putlitz auf Anregung seines Freundes, des bisherigen Schweriner Hoftheaterintendanten Friedrich von Flotow (1812–1883), die Generalintendantur am großherzoglichen Theater in Schwerin an und blieb dort bis 1867. Noch 1867 übernahm er für ein Jahr, dem besonderen Wunsche des Kronprinzen Friedrich Wilhelm von Preußen (1831–1888) – späterer Kaiser Friedrich III. – folgend, das Amt des Hofmarschalls des kronprinzlichen Hofes in Potsdam. In den 1870er Jahren leitete Gustav zu Putlitz dann längere Zeit die Redaktion der Spenerschen Zeitung in Berlin. 1873 übernahm Putlitz auf Wunsch des Großherzogs Friedrich I. von Baden (1826–1907), Schwiegersohn Kaiser Wilhelms I., die Leitung des Karlsruher Hoftheaters. Im Sommer 1889 trat er aus Altersgründen von dieser Position zurück, um seinen Lebensabend im heimatlichen Retzin zu verbringen. 
Ab 1888, nach dem Tod des Hermann Gans zu Putlitz auf Schloss Wolfshagen, wurde Gustav zu Putlitz Senior der Familie und dadurch Erbmarschall der Kurmark Brandenburg, als solcher außerdem auch erbliches Mitglied im Preußischen Herrenhaus, der ersten Kammer des Landtages. Alters- und krankheitsbedingt nahm er den Herrenhaussitz jedoch nicht ein. Noch kurz vor seinem Tode erlebte er seine Wahl zum Ehrenmitglied des Deutschen Bühnenvereins.
Gustav Gans war ferner Präsident des Deutschen Bühnenvereins und schrieb in der zweiten Hälfte des 19. Jahrhunderts vielgelesene Märchenbücher sowie seine Kindheits- und Jugenderinnerungen in der Prignitz unter dem Titel Mein Heim. Seine heute vergessenen frühen Märchenbücher wie Was sich der Wald erzählt oder Vergißmeinnicht erlebten bereits im Jahr 1900 ihre 50. Auflage. Der rege briefliche Austausch, den er mit Schriftstellerkollegen wie Paul Heyse und Willibald Alexis führte, wurde zum größten Teil zerstört.

## Ehrungen
- die Putlitzstraße in Karlsruhe erinnert seit 1897 an Gustav Gans zu Putlitz
- Medaille für Kunst und Wissenschaft (Mecklenburg-Schwerin) (1861)[3]

## Werke
Eine Auswahl:
- Das Pfand der blauen Schleife, 1846
- Was sich der Wald erzählt, 1852 (Digitalisat)
- Arabesken, 1854 Digitalisierte Ausgabe (Bd. 1)
- Testament der Großen Kurfürsten, 1858
- Brandenburgische Geschichten, 1862
- Der gestiefelte Kater, Weihnachtsmärchen in einem Akt, 1869[4]
- Rolf Berndt, 1879
- Mein Heim, Berlin 1885 (Neuauflage Berlin 2012)